# Liste der Monuments historiques in Chavannes-les-Grands
Die Liste der Monuments historiques in Chavannes-les-Grands führt die Monuments historiques in der französischen Gemeinde Chavannes-les-Grands auf.

## Liste der Objekte
| Bezeichnung | Beschreibung          | Standort                       | Kennzeichnung | Schutzstatus | Datum | Bild |
| ----------- | --------------------- | ------------------------------ | ------------- | ------------ | ----- | ---- |
| Glocke      | Bronze, 1700 gegossen | in der Kirche Ste-Odile (Lage) | PM90000020    | Classé       | 1983  |      |